# Cor Boender
Cornelis Gerrit (Cor) Boender (Tholen, 6 maart 1928 – Almkerk, 18 januari 2009) was een Nederlands politicus van de SGP.
Zijn vader G.C. Boender (1898-1973) zat in het onderwijs en was vanaf 1927 ook zeer lang namens de SGP lid van de Provinciale Staten van Zeeland. Na de ulo in Tholen te hebben afgerond ging Cor Boender in 1945 naar een kweekschool in Rotterdam waar hij in 1949 zijn onderwijsakte behaalde waarna ook hij het onderwijs in ging. In de avonduren studeerde hij voor de hoofdakte en in 1955 werd hij hoofd van een gereformeerde lagere school in Nieuw-Beijerland, waar hij ook SGP-fractievoorzitter in de gemeenteraad werd. In 1963 werd hij schoolhoofd van een lagere school in Kootwijkerbroek (gemeente Barneveld) waar hij eveneens actief werd in de plaatselijke politiek.
Daarnaast was Boender vanaf 1969 lid van het hoofdbestuur van de SGP. Begin 1972 volgde hij Cor van Dis sr. op als partijsecretaris. In september van dat jaar volgde zijn benoeming tot burgemeester van Mariekerke als opvolger van zijn partijgenoot Jakob de Wolf die in april van dat jaar overleden was. In september 1978 werd hij burgemeester van Aalburg wat hij tot zijn pensionering begin 1993 zou blijven. Hij was toen de eerste SGP-burgemeester van Noord-Brabant. In 1991 huldigde hij als burgemeester de wielrenster Elsbeth Vink uit Wijk en Aalburg wat tot spanningen leidde binnen de lokale SGP-organisatie omdat zij op zondag wereldkampioene bij junioren op de weg geworden was. Tot een royement kwam het echter niet.
Eind september 1993 stapte Boender op als partijsecretaris en lid van het hoofdbestuur vanwege het besluit dat de SGP kort daarvoor genomen had waardoor vrouwen geen lid meer mochten worden van de SGP. Hij bleef toen wel SGP-lid. Naast zijn burgemeesterschap had hij ook tal van nevenfuncties; zo was hij lange tijd voorzitter van de Christelijke Bond van Oranjeverenigingen. Een werkbezoek van koningin Beatrix in augustus 1986 aan onder meer de gemeente Aalburg was voor hem dan ook een van de hoogtepunten uit zijn carrière.
Boender overleed begin 2009 op 80-jarige leeftijd in het verpleeghuis Altenahove in Almkerk waar hij kort daarvoor was gaan wonen.